# Каменные палатки

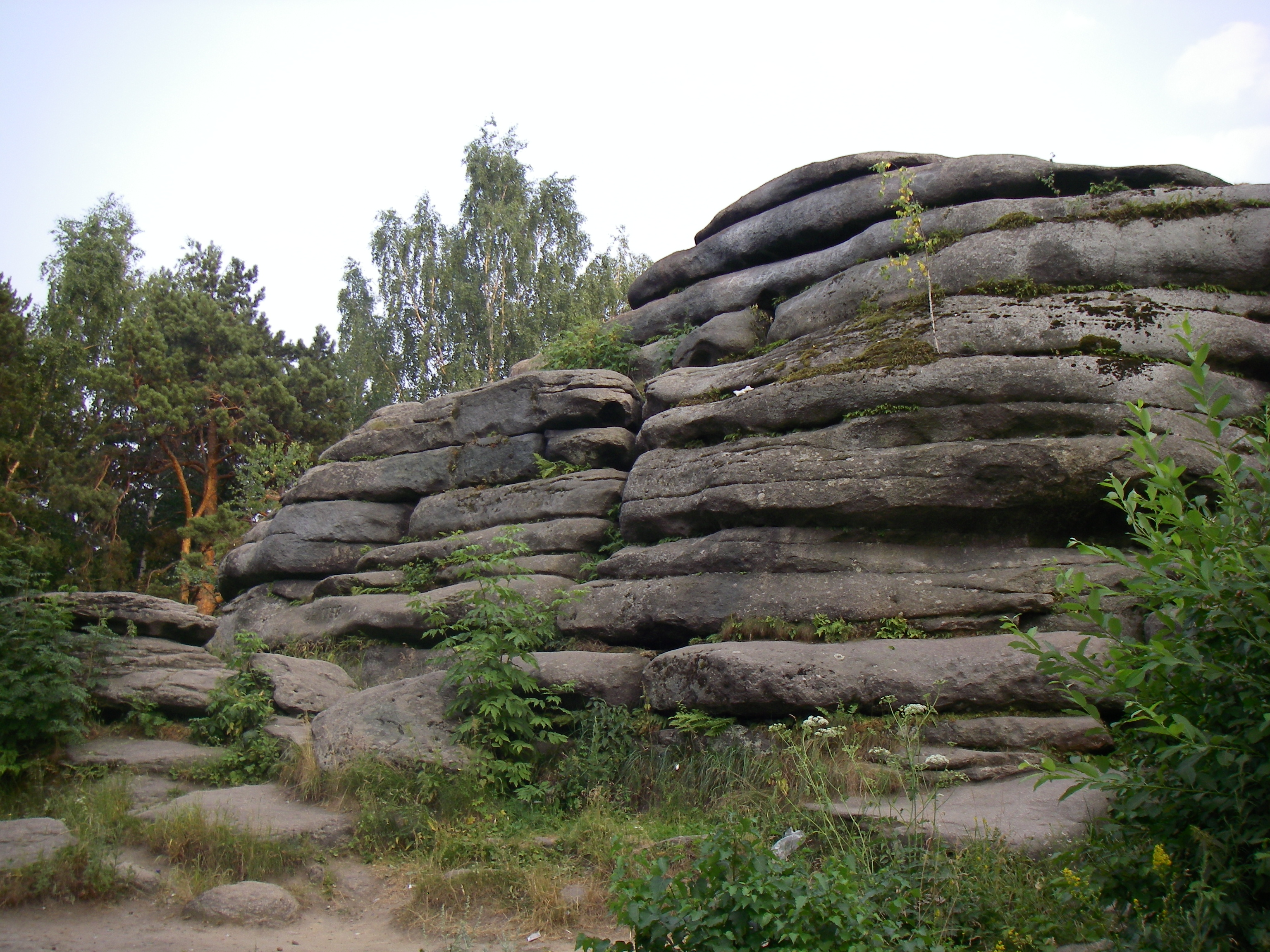
Шарташские каменные палатки

Ка́менные пала́тки — общее название некоторых скальных останцов на Урале.
Состоят из многочисленных, возникших в результате длительного выветривания, матрацевидных плит из гранита или гранодиорита, которые, «накладываясь» друг на друга, образовывали «палатки», или шиханы, внешне напоминающие столбы, башни, пирамиды или замки. Гранитные останцы как правило находятся среди леса и лишь изредка превышают по высоте уровень окружающих деревьев. Останцы, издали напоминающие башни, часто называются «чертовыми городищами».
Впервые каменные палатки были описаны Леопольдом фон Бухом в 1844 году.
Наиболее известные каменные палатки:
- Шарташские каменные палатки
- Палкинские каменные палатки
- Аятские каменные палатки
- Шабровские каменные палатки
- Каменные палатки на озере Большие Аллаки